# Teresa Font
Teresa Font Guiteras (Gallifa, 30 marzo 1956) è una montatrice spagnola.

## Biografia
Nata a Gallifa e vissuta dai sette anni a Castellar del Vallès, è cresciuta nella Catalogna rurale.
Interessatasi al cinema durante un soggiorno a Londra all'età di 17 anni come ragazza alla pari, una volta tornata in Spagna ha lavorato come segretaria d'ufficio a Sabadell prima di decidere di diventare una montatrice. Ha dichiarato che tale scelta è stata motivata dal fatto che, in quanto donna, gli unici lavori per lei disponibili nel mondo del cinema dell'epoca erano quelli di montatrice o sceneggiatrice, che trovava personalmente "troppo caotico".
Si è formata come assistente di Raúl Román, montatore dei film di Agustí Villaronga. A partire dalla metà degli anni ottanta ha montato tutti i film del regista Vicente Aranda, che aveva conosciuto nel 1981 grazie al regista Joaquim Jordà, e, dal decennio seguente, quelli di Imanol Uribe, vincendo nel 1995 il premio Goya per il miglior montaggio per Días contados. Ha montato inoltre Prosciutto prosciutto (1992) di Bigas Luna e Il giorno della bestia (1995) di Álex de la Iglesia.
È stata scelta da Pedro Almodóvar come montatrice dei suoi film a partire da Dolor y gloria (2019), per il quale ha vinto il suo secondo Goya, in seguito alla morte del suo storico montatore José Salcedo.
È stata sposata per trent'anni col regista Vicente Aranda, con cui ha avuto due figlie.

## Filmografia parziale
- Asesinato en el Comité Central, regia di Vicente Aranda (1982)
- Passione violenta (Fanny Pelopaja), regia di Vicente Aranda (1984)
- Il tempo del silenzio (Tiempo de silencio), regia di Vicente Aranda (1986)
- El lute, o cammina o schiatta (El Lute: camina o revienta), regia di Vicente Aranda (1987)
- Il Lute II - Domani sarò libero (El Lute II: mañana seré libre), regia di Vicente Aranda (1988)
- Berlín Blues, regia di Ricardo Franco (1988)
- Si te dicen que caí, regia di Vicente Aranda (1989)
- Amantes - Amanti (Amantes), regia di Vicente Aranda (1991)
- El rey pasmado, regia di Imanol Uribe (1991)
- Prosciutto prosciutto (Jamón jamón), regia di Bigas Luna (1992)
- L'amante bilingue (El amante bilingüe), regia di Vicente Aranda (1993)
- Intruso, regia di Vicente Aranda (1993)
- Días contados, regia di Imanol Uribe (1993)
- La passione turca (La pasión turca), regia di Vicente Aranda (1994)
- Il giorno della bestia (El día de la bestia), regia di Álex de la Iglesia (1995)
- Libertarias, regia di Vicente Aranda (1996)
- Bwana, regia di Imanol Uribe (1996)
- Perdita Durango, regia di Álex de la Iglesia (1997)
- Lo sguardo dell'altro (La mirada del otro), regia di Vicente Aranda (1998)
- Muertos de risa, regia di Álex de la Iglesia (1999)
- Extraños, regia di Imanol Uribe (1999)
- Celos - Gelosia (Celos), regia di Vicente Aranda (1999)
- Plenilunio, regia di Imanol Uribe (2000)
- Giovanna la pazza (Juana la loca), regia di Vicente Aranda (2001)
- Piedras, regia di Ramón Salazar (2002)
- Il viaggio di Carol (El viaje de Carol), regia di Imanol Uribe (2002)
- Carmen, regia di Vicente Aranda (2003)
- 20 centimetri (20 centímetros), regia di Ramón Salazar (2005)
- Condón Express, regia di Luis Prieto (2005)
- Tirante el Blanco, regia di Vicente Aranda (2005)
- La carta esférica, regia di Imanol Uribe (2007)
- Canciones de amor en Lolita's Club, regia di Vicente Aranda (2007)
- Mal día para pescar, regia di Álvaro Brechner (2009)
- Luna caliente, regia di Vicente Aranda (2009)
- Mr. Nice, regia di Bernard Rose (2010)
- Quello che veramente importa (The Healer), regia di Paco Harango (2016)
- Il giocatore di scacchi (El jugador de ajedrez), regia di Luis Oliveros (2017)
- Eterna domenica (La enfermedad del domingo), regia di Ramón Salazar (2018)
- L'uomo che uccise Don Chisciotte (The Man Who Killed Don Quixote), regia di Terry Gilliam (2018)
- Dolor y gloria, regia di Pedro Almodóvar (2019)
- The Human Voice, regia di Pedro Almodóvar – cortometraggio (2020)
- Il sabba (Akelarre), regia di Pablo Agüero (2020)
- Madres paralelas, regia di Pedro Almodóvar (2021)
- Pane al limone con semi di papavero (Pan de limón con semillas de amapola), regia di Benito Zambrano (2022)
- Llegaron de noche, regia di Imanol Uribe (2022)
- Strange Way of Life, regia di Pedro Almodóvar – cortometraggio (2023)
- La stanza accanto (The Room Next Door), regia di Pedro Almodóvar (2024)

## Riconoscimenti
- Premio Goya
  - 1989 – Candidatura al miglior montaggio per Berlín Blues
  - 1992 – Candidatura al miglior montaggio per Amantes - Amanti
  - 1994 – Candidatura al miglior montaggio per Intruso
  - 1995 – Miglior montaggio per Días contados
  - 1996 – Candidatura al miglior montaggio per Il giorno della bestia
  - 2002 – Candidatura al miglior montaggio per Giovanna la pazza
  - 2004 – Candidatura al miglior montaggio per Carmen
  - 2020 – Miglior montaggio per Dolor y gloria